# Tour Championship (Golf)
The Tour Championship (offizielle Schreibweise: THE TOUR Championship) ist das Abschlussturnier des FedEx Cup im Rahmen der professionellen nordamerikanischen Golfturnierserie PGA TOUR. Mit 9 Millionen Dollar Gesamtpreisgeld, im Jahr 2018, ist es eines der höchstdotierten professionellen Golfturniere der Welt.

## Geschichte
Erstmals 1987 ausgetragen, hieß das Event bis 1990 nach seinem Sponsor Nabisco Championship. Ab 1997 wurde das Turnier abwechselnd auf dem Champions Golf Club in Houston, Texas und dem East Lake Golf Club in Atlanta durchgeführt. Seit 2004 ist der letztgenannte Platz ständiger Austragungsort. Bis zum Jahr 2006 war der Termin Anfang November, eine Woche nach den Volvo Masters der PGA European Tour, um für beide Turniere qualifizierten Spielern die Möglichkeit zu bieten, ihr Spielrecht auszuüben. Dieser Wettkampf bildete den Abschluss des offiziellen Turnierkalenders der PGA Tour.
Ab 2007 gab es jedoch einschneidende Änderungen. Der Termin wurde auf Mitte September verlegt und die Tour Championship wird das vier Turniere umfassende Playoff namens „Chase for the FedEx Cup“ abschließen. Die PGA Tour geht danach in die fall series (Herbstsaison) und wird mit sieben Events, „Quest for the Card“ genannt (hier werden die besten 125 Spieler ermittelt, die sich die Karte für die nächste Saison sichern können), Anfang November beendet.
Seit 2013 bildet das Turnier wieder den Abschluss der PGA-Tour-Saison und die neue Spielzeit beginnt bereits im Oktober.

## Spielmodus
Lediglich die ersten 30 der PGA-Tour-Geldrangliste (seit 2007 der FedEx-Cup-Wertung) sind spielberechtigt. Es gibt daher keinen Cut und alle Teilnehmer spielen alle vier Runden.

## Sieger
- 1987–1990 Nabisco Championship
- seit 1991 THE TOUR Championship

| Jahr | Name               | Nation             |
| ---- | ------------------ | ------------------ |
| 2024 | Scottie Scheffler  | Vereinigte Staaten |
| 2023 | Viktor Hovland     | Norwegen           |
| 2022 | Rory McIlroy       | Nordirland         |
| 2021 | Patrick Cantlay    | Vereinigte Staaten |
| 2020 | Dustin Johnson     | Vereinigte Staaten |
| 2019 | Rory McIlroy       | Nordirland         |
| 2018 | Tiger Woods        | Vereinigte Staaten |
| 2017 | Xander Schauffele  | Vereinigte Staaten |
| 2016 | Rory McIlroy       | Nordirland         |
| 2015 | Jordan Spieth      | Vereinigte Staaten |
| 2014 | Billy Horschel     | Vereinigte Staaten |
| 2013 | Henrik Stenson     | Schweden           |
| 2012 | Brandt Snedeker    | Vereinigte Staaten |
| 2011 | Bill Haas          | Vereinigte Staaten |
| 2010 | Jim Furyk          | Vereinigte Staaten |
| 2009 | Phil Mickelson     | Vereinigte Staaten |
| 2008 | Camilo Villegas    | Kolumbien          |
| 2007 | Tiger Woods        | Vereinigte Staaten |
| 2006 | Adam Scott         | Australien         |
| 2005 | Bart Bryant        | Vereinigte Staaten |
| 2004 | Retief Goosen      | Sudafrika          |
| 2003 | Chad Campbell      | Vereinigte Staaten |
| 2002 | Vijay Singh        | Fidschi            |
| 2001 | Mike Weir          | Kanada             |
| 2000 | Phil Mickelson     | Vereinigte Staaten |
| 1999 | Tiger Woods        | Vereinigte Staaten |
| 1998 | Hal Sutton         | Vereinigte Staaten |
| 1997 | David Duval        | Vereinigte Staaten |
| 1996 | Tom Lehman         | Vereinigte Staaten |
| 1995 | Billy Mayfair      | Vereinigte Staaten |
| 1994 | Mark McCumber      | Vereinigte Staaten |
| 1993 | Jim Gallagher, Jr. | Vereinigte Staaten |
| 1992 | Paul Azinger       | Vereinigte Staaten |
| 1991 | Craig Stadler      | Vereinigte Staaten |
| 1990 | Jodie Mudd         | Vereinigte Staaten |
| 1989 | Tom Kite           | Vereinigte Staaten |
| 1988 | Curtis Strange     | Vereinigte Staaten |
| 1987 | Tom Watson         | Vereinigte Staaten |